# Oberschale

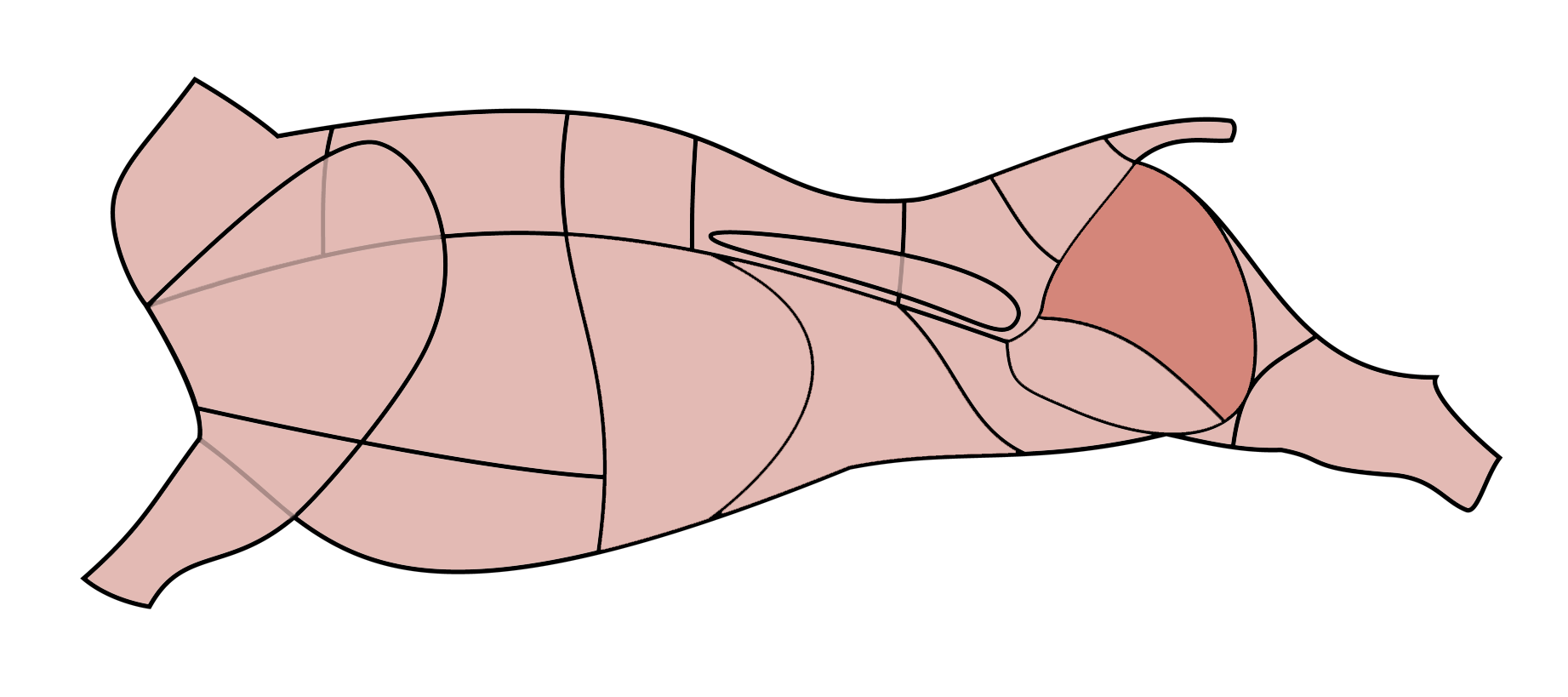
Oberschale beim Rind

Als Oberschale (auch Kluftschale) wird in der Fleischereifachsprache die ausgelöste Skelettmuskulatur der Innenseite des Oberschenkels bezeichnet. Sie besteht anatomisch aus Musculus gracilis, Musculus adductor, Musculus pectineus, Musculus sartorius und Musculus semimembranosus. Beim Hausschwein ist sie Teil des Schinkens, bei Wiederkäuern Teil der Keule.
Die Oberschale besteht aus magerem, zartem und kurzfasrigem Fleisch. Sie gilt als eines der wertvollsten Fleischstücke und wird vor allem zum Braten verwendet. Die Oberschale des Schweines wird für Kurzgebratenes und Schnitzel genutzt. Die Oberschale vom Rind wird für die Herstellung von Rouladen und Tatar verwendet, die vom Kalb für Kalbsschnitzel.